# Hal Galper
Harold "Hal" Galper, född 18 april 1938 i Salem, Massachusetts, död 18 juli 2025 i Cochecton i Sullivan County, New York, var en amerikansk jazzpianist, kompositör och orkesterledare. 
Galper studerade klassiskt piano som ung men övergick till jazz som han studerade vid Berklee College of Music från 1955 till 1958. Vid denna tid fick han också undervisning av Jaki Byard och Herb Pomeroy. Senare började Galper även spela i Pomeroys band. Efter det började han arbeta med musiker som Chet Baker och Stan Getz. Han ackompanjerade sångare som Joe Williams, Anita O'Day och Chris Connor. 1977 spelade Galper piano på Tony Williams album Now Hear This där även Cecil McBee (på bas) och Terumasa Hino (på flyglehorn och trumpet) medverkade. 
Galper framträdde på jazzklubbar i New York och Chicago i slutet av 1970-talet och under samma tid gjorde han flera inspelningar med John Scofield för Enja Records. Den mest uppmärksammade är albumet Ivory Forest från 1980.